# Mikladalur
Mikladalur er en bygd på den nordlige færøske ø Kalsoy og var indtil 2005, sammen med Trøllanes en selvstændig kommune, og er nu en del af Klaksvíkar kommuna.
Mikladalur er Kalsoys største bygd og ligger på østkysten overfor Kunoy bygd på Kunoy. Der er tunnelforbindelse med Húsar i syd og Trøllanes i nord. Den 2.248 m lange tunnel til Trøllanes blev indviet 1985. 1990 havde bygden 60 indbyggere.
Der er 144 trin ned til landingspladsen, som kun blev anløbet 3 gange om ugen, hvis vejret tillod det. Bygden mangler derfor forudsætningerne for at omstille sig til den moderne fiskeindustri. Den tidligere landingsplads har stadig et delvist bevaret hejseværk, der tranporterede landingsgodset op til bygden, før tunnellerne til den nuværende færgehavn ved Syðradalur blev bygget.
I åen, der løber gennem bygden har man restaureret en gammel kornmølle, en vandmølle, der kun behøver et minimum af vand for at fungere.
En gammel smedie med esse og bygdens gamle vaskeplads i åen ved siden af smedien er ligeledes bevaret.
Ovenfor bygden ligger den 1,5 ha store plantage Viðarlundin í Mikladali. Den blev anlagt 1953 og ejes af kommunen.
Den 1. august 2014 blev en statue til minde om sagnet om sælkvinden (Kópakonan) sat op i bygden Mikladalur med fjeldene og havet som baggrund. Den færøske billedhugger Hans Pauli Olsen har lavet statuen. Statuen står på det sted, hvor en sælkvinde i følge sagnet for nogle hundrede år siden steg op af havet og op på strandbredden ved Mikladalur.

## Historie
Historisk har fuglefangst været en vigtig næringsvej. Bygden har også været kendt for at fostre gode håndværkere, som smede, stenhuggere og bådbyggere. Fortidens kystfiskere roede ud fra den lille kaj ved Mikladalur.
Et sagn fortæller, atKong Sverres søn Erling forsøger i 1210 at underlægge sig Færøerne. Det vil den norske konge, Inge Bårdsson ikke finde sig i, og sender folk til øerne for at opkræve skat og bekæmpe Erling. Der udkæmpes et slag ved Mikladalur, hvor Erling sejrer, men ved Skalafjørður lider han nederlag.
Mikladalur blev første gang nævnt på skrift i Hundebrevet i 1298.
I bogen Færøske Kongsbønder nævner Anton Degn alle fæsterne indtil 1584, og i tingbogen nævnes, at i 1646 blev der afholdt tinge i kirken og på kirkegården.
Skolen i Mikladalur blev bygget i 1885. Fra 1870 til 1926 var der kun en lærer på øen, som på skift underviste i de fire bygder.
Den 20. maj 1838 ror en båd med 6 mand fra Mikladalur til Tórshavn. På tilbagevejen kæntrer båden i et uvejr ud for Norðragøta og alle seks omkommer.
Den 2248 m lange tunnel mellem Mikladalur og Trøllanes indvies i 1985 og herefter er der vejforbindelse til alle øens bygder.,

## Kirken
Den første kirke i bygden er på skrift nævnt i 1646 og 1709. Den nuværende kirke Mikladals kirkja blev indviet i 1859 og ombygget i 1915, ved at murene blev forhøjet. Nu står kirken hvidkalket med rødt bliktag og en tagrytter af træ over den vestlige ende. Den er beklædt med jernplader og har et rødt pyramidetag. Indvendig har kirken et malet tøndehvælv. I forhuset er der en knagerække med forskellige knager, da hver mand selv skulle snitte sin knage.

## Plantagen
Ovenfor bygden i en cirkusdal ligger den 1,5 ha store plantage "Viðarlundin í Mikladali". Den blev anlagt 1953 og ejes af kommunen. Plantagen er præget af klitfyr, japansk lærk, sitkagran og, bjergfyr. Troldeskoven i den østlige del er bevokset af japansk lærk. Sidegrenene er for neden savet af træerne så deres krøllede form ses tydeligt. I den vestlige og lave ende af skoven er der i en lysning gravet et vandhul med en lille ø i midten.
I plantagen er der desuden flere ruiner af mindre bygninger. En af dem er indrettet til en vindbeskyttet siddeplads med træbænk og bord af stenblokke. Der er anlagt flisstier med broer over flere små bække.

## Sagn

### Páll Fangi
Et gammelt sagn fra dengang fangen Páll levede:
Den 9. juni 1657 blev Poul Johannesen fra Mikladalur dømt til fængsel og straffearbejde på Bremerholm i København for at have dræbt sin far. Han rømte hele tre gange fra Skansin i Tórshavn, før han nåede at blive sent til Danmark, og boede et helt år i fjeldene på Kalsoy. Han forsøgte til sidst at ro til Norge alene i en lille båd, men blev på grund af dårligt vejr var han tvunget til at returnere til Færøerne. Senere blev han taget til fange af sysselmanden for Nordoyar der huggede en grindekrog i ryggen på ham, da han forsøgte at svømme væk. Alle rømningsforsøgene resulterede i at han blev kendt som Páll fangi, «Pål fange».

### Sælkvinden
Sagnet om sælkvinden foregår i Mikladalur, og huskes som en af de mest kendte sagn på Færøerne.
En bondesøn fra Mikladalur tager en nøgen sælpiges hud, så hun ikke kan vende tilbage til havet, men er tvunget til at leve som hans kone, indtil hun mange år senere finder den nedlåste sælhud og langt om længe kan komme tilbage til sin hansæl, der i al den tid har ventet på hende ud for landingspladsen. Det siges, at bondesønnens og sælkvindens efterkommere har hænder, der minder om luffer.
Senere skulle bygdens mænd på sælfangst. Natten før kommer sælkvinden i drømme til sin mand og beder ham skåne magen og deres to nyfødte sælunger. Hun siger, hvor i sælhulen de ligger, så at bonden skal kende dem. Manden gør stik modsat og dræber begge ungerne og magen. Derefter koger han kødet til aftensmad for sig og børnene. Nu kommer sælkvinden tilbage, denne gang i skikkelse af en frygtindgydende trold, og lover blodig hævn. Så mange mænd skal falde i fuglebjergene, drukne under fiskeri eller på anden måde omkomme udendørs, at de til sidst skal kunne omfavne hele Kalsoy. Dette antal skal man ikke have nået endnu.

Der findes et kvad med dette sagn som grundlag.

## Kendte personer fra Mikladalur
- Hans í Mikladali (1920-1970) Kunstmaler
- Hans Jákup Glerfoss (1937-) Forfatter
- Fridtjof Joensen (1920-1988) Billedhugger